# Serra corona

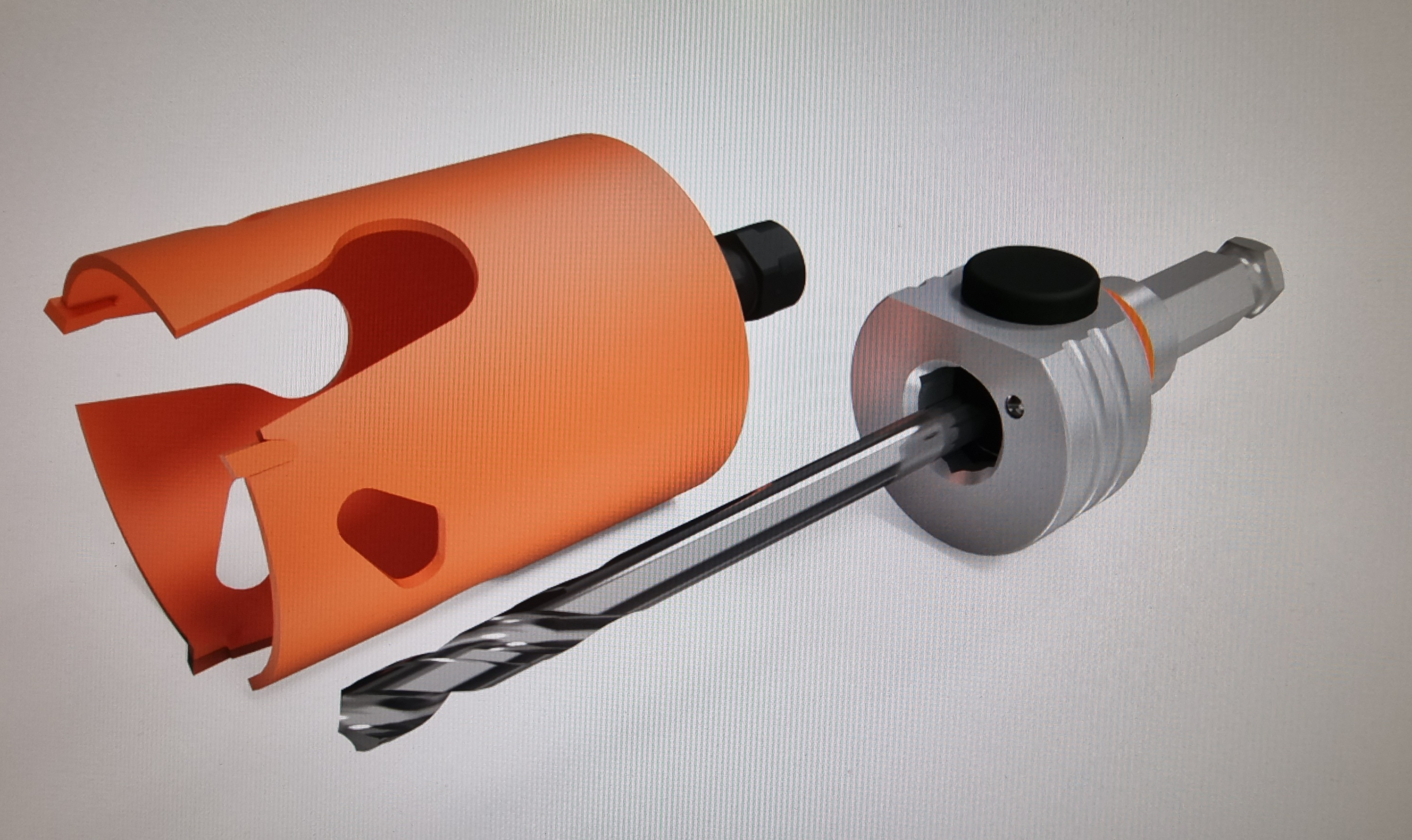
Serra corona de carbur de tungstè TCT amb eix

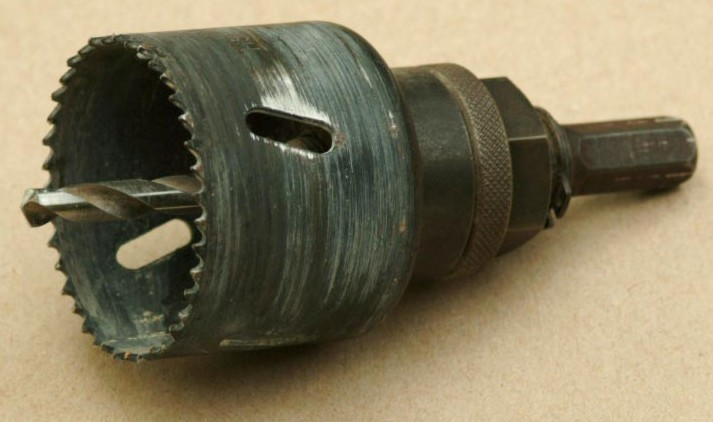
Serra corona de 52 mm amb broca pilot

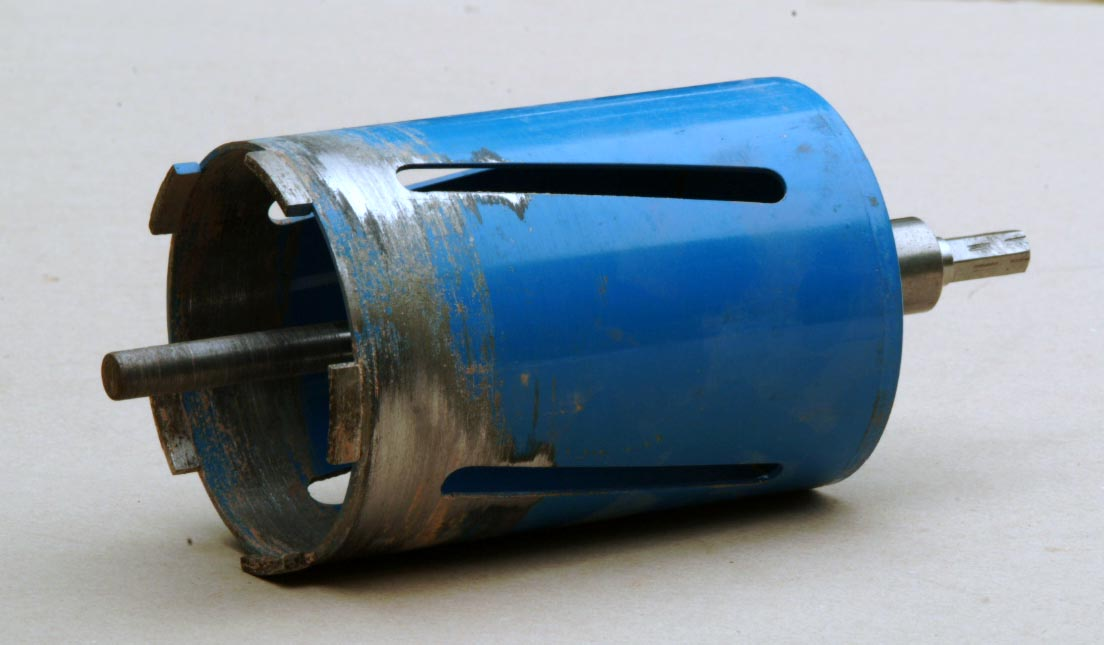
Serra corona de diamant de 115 mm

Una serra corona, també anomenada serra de corona, és un full de serra de forma cilíndrica, la secció anular de la qual (anell) crea un forat en la peça de treball sense haver de tallar el material del nucli. S'utilitza amb un trepant. Les serres corona solen tenir una broca pilot (eix) al centre per evitar que les dents de la serra es desplacin. El fet que una serra corona creï l'orifici sense necessitat de tallar el nucli sovint fa que sigui preferible fer servir broques helicoidals o broques de pala per a orificis relativament grans (especialment aquells majors de 25 mil·limetres (1.0 polzada) . El mateix forat es pot fer més ràpid i usant menys energia.
La profunditat a què pot tallar una serra de corona està limitada per la profunditat de la seva forma de copa. La majoria de les serres corona tenen una relació d'aspecte força curta de diàmetre a profunditat, i s'utilitzen per tallar peces de treball relativament primes. Tot i així, les relacions d'aspecte més llargues estan disponibles per a aplicacions que les justifiquin.
Tallar amb una serra corona és similar a una operació de mecanitzat, anomenada trepanat d'orificis, en la qual girar un tallador semblant a una fresadora per aconseguir un resultat similar de tall anular i nucli intacte.

## Construcció
La serra consta d'un cilindre de metall, generalment d'acer, muntat sobre un eix. La vora de tall té dents de serra formades o diamants industrials incrustats. L'eix pot portar una broca per perforar un orifici de centrat. Després dels primers mil·límetres de tall, és possible que ja no calgui el mecanisme de centrat, encara que ajudarà que la broca perfori sense desviar-se en un forat profund. Les ranures inclinades a la paret del cilindre ajuden a treure la pols. La ranura del tall està dissenyada per ser una mica més gran que el diàmetre de la resta de la serra corona perquè no s'encalli a l'orifici.
Les serres de corona per utilitzar amb trepants portàtils solen estar disponibles en diàmetres de 6 a 130 mm, o als EE. UU., de ¼ a 6 polzades. L'únic límit a la longitud del cilindre i, per tant, a la profunditat de l'orifici, és la necessitat de retirar la broca de l'orifici per netejar la pols. Un 300 mm (12 in) la longitud del cilindre no és infreqüent, encara que són habituals les broques més curtes. En trencar el nucli de tant en tant i fer servir una extensió de plançó, un trepant de diamant pot perforar a profunditats moltes vegades la seva longitud.
Les dents estàndard d'aquest tipus de serra s'utilitzen per a la majoria dels materials, com la fusta, plàstic, guix tou i metall. Les serres corona de diamant s'utilitzen per perforar maons, formigó, vidre i pedra.

## Tipus

### Ajustable

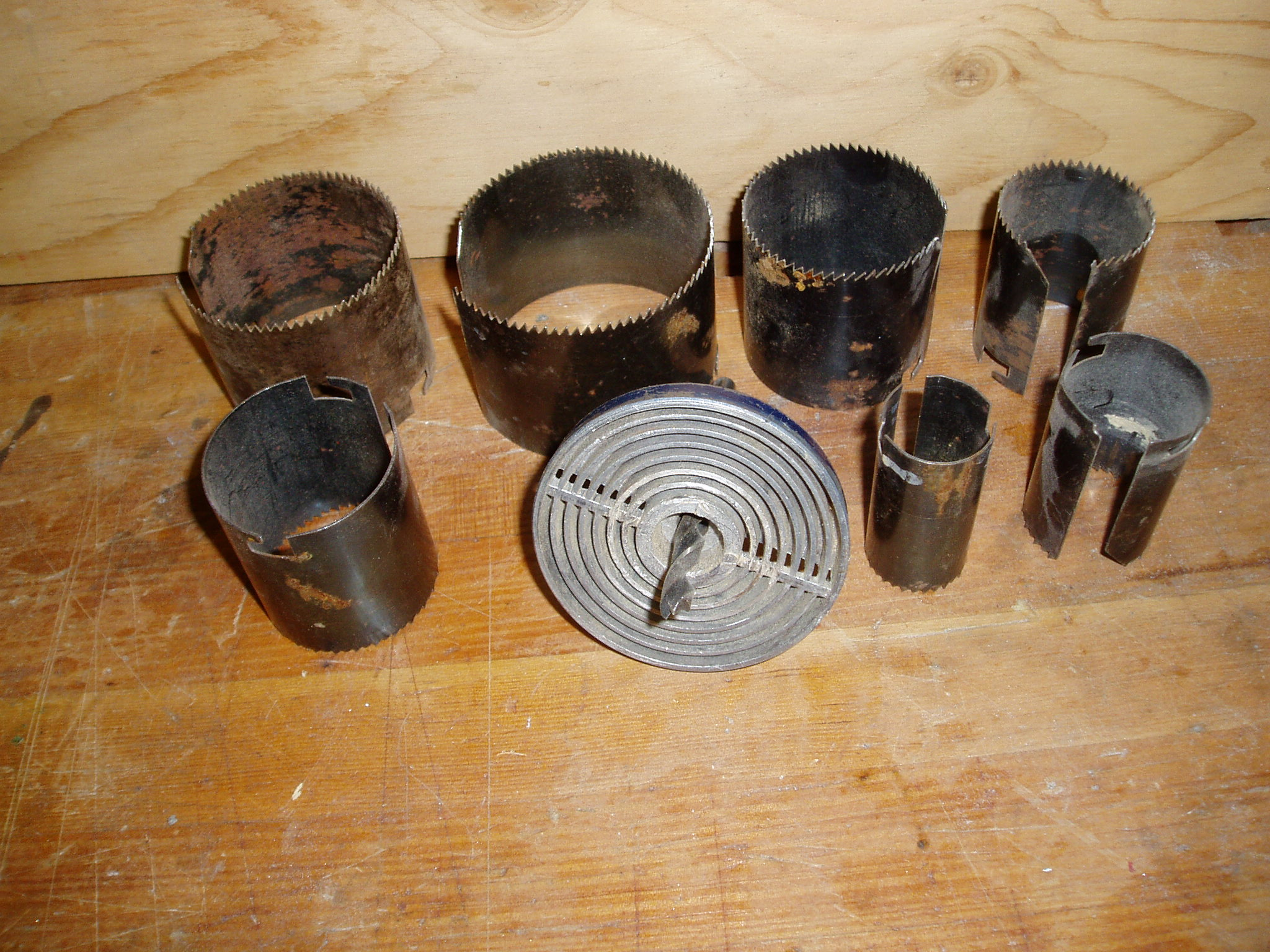
Serra de corona ajustable

Una serra corona ajustable consta de diverses tires primes de metall en forma de fulla de serra i un disc pla amb una gran quantitat de ranures en un costat i un plançó a l'altre. En encaixar les fulles en diferents ranures del disc, es pot construir una serra corona d'una àmplia varietat de mides.

### Tallador de cercles

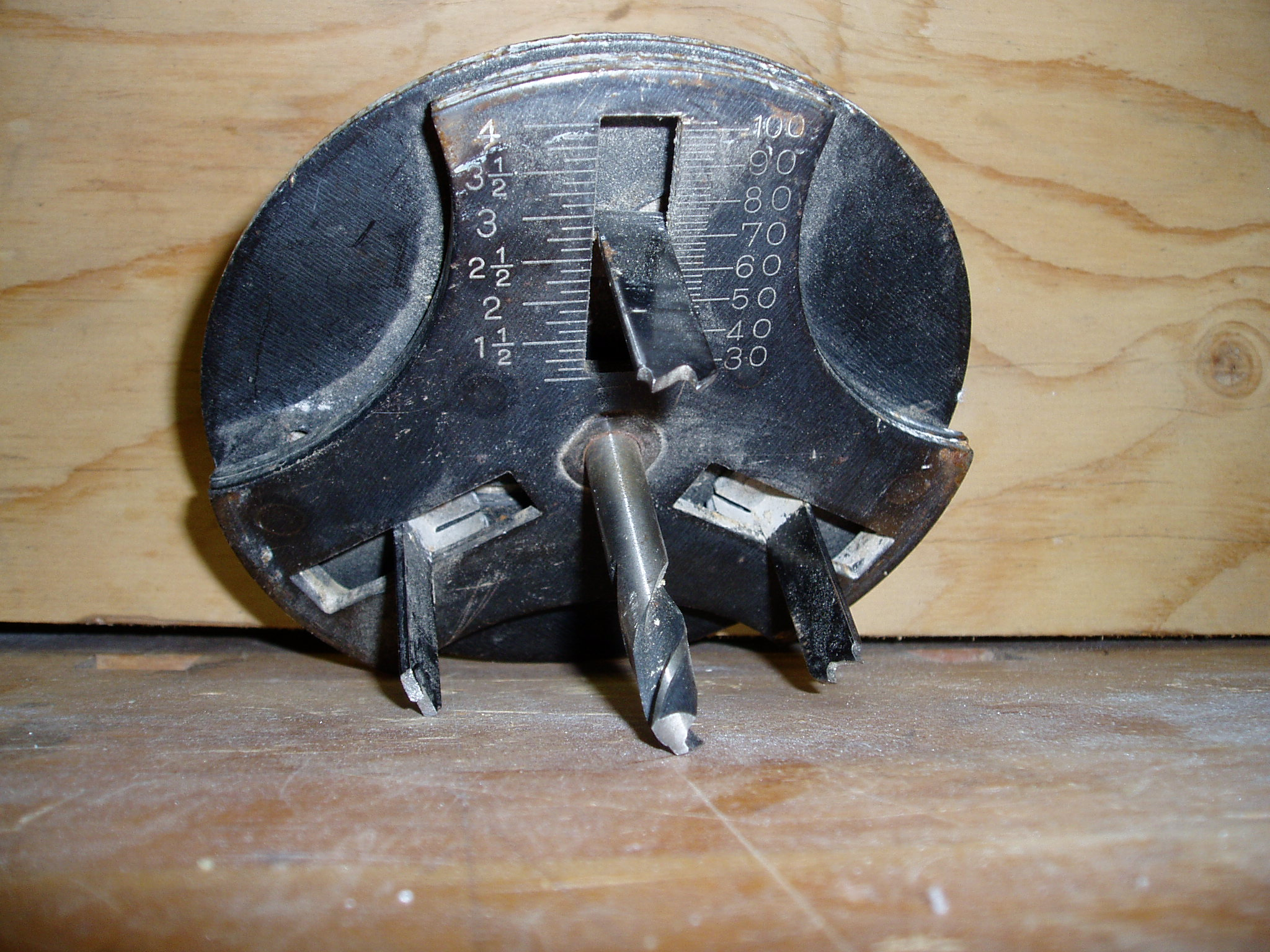
Tallador circular de serra de corona

Un altre tipus de serra perforadora ajustable, també anomenada talladora circular, està formada per una, dues o tres dents ajustables en una plataforma amb una broca pilot. Per tallar un forat de qualsevol mida, només cal ajustar les dents a la posició adequada. Aquest tipus està disponible en mides de fins a 300 mm (1 peus) i més grans, i es pot utilitzar per tallar amb precisió cercles grans.

## Avantatges i desavantatges
El principal avantatge sobre les broques convencionals és l'eficiència de la serra de corona, perquè en realitat es talla molt poc del material total que s'elimina, cosa que en darrera instància redueix el requeriment general d'energia. Un altre avantatge sobre les broques és la capacitat de mida més àmplia. Per exemple, un orifici 100 mil·limetres (3.9 polzades) requeriria un trepant helicoidal enorme, que no es pot perforar correctament amb un trepant amb empunyadura de pistola o un trepant de banc; però es pot tallar amb una serra de corona amb relativa facilitat.
Alguns desavantatges inclouen:
- El trepant portàtil utilitzat ha de ser capaç de produir un parell considerable a baixa velocitat.
- Tendeixen a embussar-se si s'ofeguen amb pols o si se'ls permet allunyar-se de l'eix central del forat planificat.
- La reculada d'un trepant potent pot ser severa en algunes condicions, i s'han d'usar mànecs laterals llargs, preferiblement amb dos operadors per a orificis molt grans.
- El tap del nucli sovint s'uneix dins la serra corona i sovint s'ha de treure després de tallar cada orifici. De vegades la palanca és força difícil.
- De vegades, el tap del nucli es recargola a la meitat del tall, creant una condició en què el nucli dins de la serra corona gira sobre la part encara sense tallar del nucli que encara és a la peça de treball. Això tendeix a aturar l'acció de tall de la serra, i si la peça de treball és de fusta o plàstic, la fricció començarà a socarrimar-la, creant una olor de cremat i escalfant la serra de copa. Després, el nucli tort ha d'extraure's de la serra corona abans que pugui continuar el tall.

## Perforadora de diamant
Les serres corona de diamant també es denominen broques de perforació de nucli de diamant. Les broques sacanuclis de diamant soldades amb làser es poden fer servir en perforació en humit i en sec, però no tots els materials a perforar són adequats per a la perforació en sec. Els materials molt durs, com el formigó armat, normalment s'han de perforar amb aigua; en cas contrari, la calor excessiva generada durant el procés de perforació pot fer que els diamants de la broca sacanuclis es tornin roms i, per tant, provoquin un rendiment deficient de la perforació.
Les broques de nucli de diamant soldades amb materials aglomerants generalment s'ajusten especialment per adaptar-se a les perforacions humides i seques, respectivament. Això pot fer que les broques buides funcionin millor quant a velocitat de perforació i/o vida útil.
Les serres corona de diamant perforaran rajoles, porcellanats, qualsevol material lapidari.